# Уилмингтон (Делавэр)
Уилмингтон (также встречается «Вилмингтон») (англ. Wilmington) — город на востоке США, крупнейший город Делавэра по количеству жителей, но не по площади. Население в границах города 70 898 человек (2020), с пригородами — до 500 тысяч (две трети населения всего штата). Город является частью агломерации Филадельфии.

## Природные условия
Уилмингтон расположен на правом берегу реки Делавэр, вблизи впадения в неё рек Кристин и Брэндиуайн (между которыми находится центральная часть города). Уилмингтон находится в северной «горловине» полуострова Делмарва, который штат Делавэр делит с Мэрилендом и Виргинией.
Благодаря близости океана климат в городе мягкий: средняя температура июля составляет 76,6 °F (24,8 °С) со средним максимумом 86 °F (30 °С), средняя температура января — 31,5 °F (−0,3 °С) со средним минимумом 23,7 °F (−4,6 °С). Среднегодовое количество осадков — 1086 мм, они выпадают относительно равномерно в течение всего года.

## История
Первыми белыми колонистами, начавшими освоение этой территории, стали в середине XVII века переселенцы из Швеции, шведы и финны, в связи с чем флаг основанного в 1638 году города напоминает шведский. В 1655 году их начали вытеснять голландцы, но уже в 1664 году здесь было установлено британское господство. В середине следующего века город был переименован из Уиллингтона (по имени основателя) в Уилмингтон (в честь эрла Уилмингтона, британского аристократа). В конце XVIII века город испытал приток иммигрантов из Франции, спасавшихся от Французской революции, одним из которых был основатель компании DuPont Иренэ Дю Пона де Немур.
Промышленность в городе начала развиваться ещё начиная с 1740-х годов. В начале XIX века Уилмингтон уже был заметным центром судостроения (верфи располагались к юго-востоку от центра города) и производства пороха (заводы DuPont по берегам реки Брендивайн). В годы Гражданской войны и последовавшей колонизации Запада промышленность города процветала. Предприятия города поставляли для армии Севера порох, кожаную амуницию, палатки, вагоны, транспортные корабли и так далее. В 1868 году верфи Уилмингтона производили больше кораблей, чем все остальные американские судостроительные предприятия вместе взятые.

Центр города в 1910 году, 11-этажное здание — правление DuPont

Развитие промышленности города вызвало приток населения и появление прослойки состоятельных жителей. Если за первую половину XIX века население Уилмингтона выросло в два раза (с 10 до 21 тысячи человек), то с 1860 по 1920 — в пять раз (до 110 тыс.). За счет строительства особняков торгово-промышленной элиты город значительно разросся в западном направлении. В 1864 году в городе появился общественный транспорт (конка), в конце XIX века для отдыха горожан были организованы парки Рокфорд и Брэндиуайн. С 1888 по 1940 годы в Уилмингтоне ходил трамвай.

План Уилмингтона в 1937 году

В годы Первой и Второй мировых войн предприятия DuPont и отделенной от неё в 1912 по решению антимонопольных органов компании Hercules выступали в качестве поставщиков взрывчатых веществ для американской армии. Активизировалась работа судостроительных предприятий. В первой половине XX века в Уилмингтон, как и во многие другие американские города северо-востока США, переселилось значительное количество эмигрантов из европейских стран, особенно Польши и Италии, общины их потомков существуют в городе и сейчас.
В послевоенные годы город претерпел кардинальные изменения. Рост доходов жителей и сокращение оборонного заказ привели к тому, что основой экономики Уилмингтона стала сфера услуг, а не промышленность. В 1951 году был открыт мост через р. Делавэр, получивший название Memorial Bridge. В конце 1960-х через город прошла федеральная трасса № 95 (протягивается вдоль всего восточного побережья США), благодаря которой улучшилось транспортное сообщение с Филадельфией и началась застройка северных пригородов. Для сооружения трассы было снесено несколько кварталов старых домов. Реконструкции подверглась и центральная часть города, которая была превращена из жилой зоны в деловой центр.

Вид на город Уилмингтон в северном направлении в 1977 году

В 1960-е годы происходила интенсивная субурбанизация и население города в административных границах начало сокращаться. В 1968 году после убийства Мартина Лютера Кинга в Уилмингтоне, как и во многих других городах США, вспыхнули афроамериканские беспорядки, для подавления которых в город были введены подразделения Национальной гвардии. Неспокойная обстановка привела к ещё большему оттоку среднего класса в пригороды, в результате чего население Уилмингтона в административных границах сократилось до 70 тысяч человек и остается на этом уровне до сих пор.
В 1972 году город был награждён премией All-America City Award (с англ. — «Всеамериканский город») присуждаемой Национальной гражданской лигой, которую неофициально называют «Нобелевской премией за конструктивное гражданство» и которая выдается за активную гражданскую позицию жителей некорпоративных сообществ Соединённых Штатов в жизни местного самоуправления. 
В 1980-90-е годы в городе активно развивается сектор финансовых услуг, свои представительства здесь открывает ряд американских и международных корпораций. Промышленные предприятия в черте города (в том числе судостроительные верфи) были снесены, на их месте началось создание объектов индустрии развлечений, торговых комплексов.

## Внутренняя география
Историческая часть города располагалась между реками Брендивайн и Кристин, причем тяготела к более полноводной Кристин, именно там была основана первая шведская колония. В дальнейшем, однако, оказалось, что Кристин слишком полноводна для строительства промышленных предприятий, использующих энергию водяного колеса, и индустрия Уилмингтона в XVIII—XIX веках развивалась в основном по берегам реки Брендивайн. Между старым центром поселения и новыми промышленными предприятиями была проложена дорога, из которой в дальнейшем сформировались две центральные улицы города (Market street и King street). Впрочем, в настоящее время вдоль них располагаются в основном офисы государственных организаций, рестораны, магазины и увеселительные заведения.

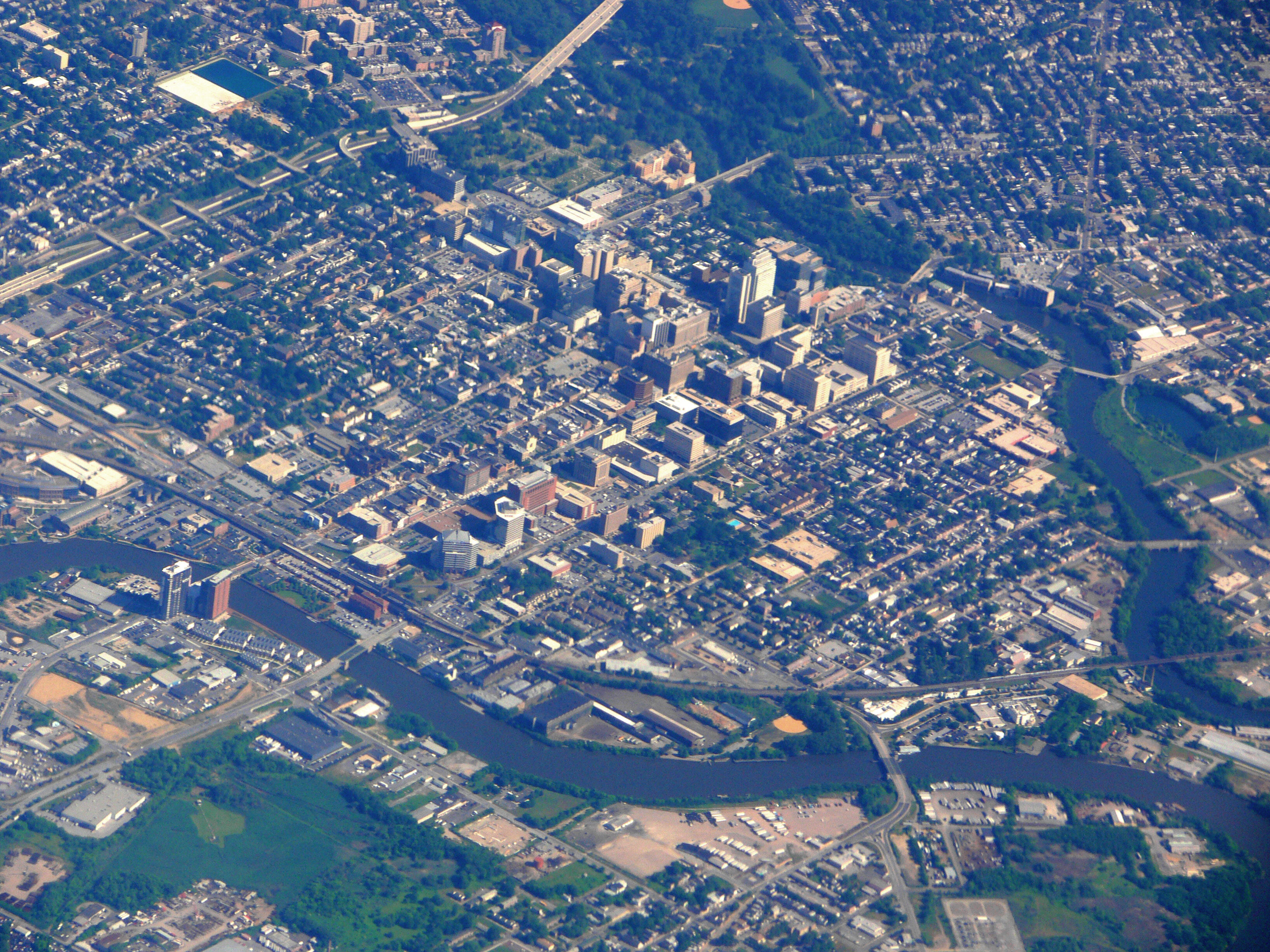
Вид Уилмингтона с высоты птичьего полёта, выделяются пересекающиеся Market st. и Delaware av., центральные улицы города

По мере усиления влияния Филадельфии центр города «мигрировал» на север и сейчас располагается к югу от реки Брендивайн, где Market st. пересекается с 11th st. и отходящей на северо-запад Delaware av. С начала XX века, а особенно активно с 1930-х годов здесь, вокруг площади Родни (Rodney sq.) формируется деловой центр города, с присущей ему многоэтажной застройкой. Здесь находятся офисы крупнейших базирующихся в Уилмингтоне компаний, основные гостиницы (Sheraton и Hotel DuPont) и множество развлекательных заведений. Таким образом, центр Уилмингтона имеет форму асимметричного расширяющегося к северу клина, занимающего все пространство между реками Брендивайн и Кристин.
Вся остальная территория города представляет собой малоэтажную частную застройку, организованную в улицы регулярной планировки. При этом пространство города рассекается на две равные части автотрассой № 95, причем деловой центр города находится к востоку от неё. В западной части города некогда располагались этнические кварталы мигрантов из Европы (прежде всего, итальянцев и ирландцев). Многоквартирных домов в Уилмингтоне до недавнего времени не было, однако в середине 2000-х на юге города (на правом берегу реки Кристин) был построен комплекс The Residences at Christina Landing, состоящий из двух 20-этажных башен. Жилой комплекс был сооружен напротив набережной реки Кристин, места, откуда началось развитие города, которое сейчас является популярным местом проведения досуга.
В северной части Уилмингтона и за его пределами, вдоль реки Брендивайн и дороги до Филадельфии располагается парковый комплекс, ряд застроенных коттеджами пригородов и различные рекреационные объекты. Промышленно-складской зоной Уилмингтона являются его восточные окраины, вплоть до реки Делавэр.

## Население
Население Уилмингтона в административных границах города составляет около 75 тысяч жителей, вместе с пригородами (округ Ньюкасл) — до 500 тысяч. Хотя три четверти населения штата Делавэр — белые, в Уилмингтоне, как и во многих других городах Востока США, основную массу жителей собственно города (без учёта пригородов, см. Бегство белых#В США) составляют афроамериканцы, по переписи 2000 года их доля в населении — 56 %. Лица латиноамериканского происхождения сейчас составляют около 10 % населения, причем половина из них родились не в США. Остальное население — белые, в основном потомки давних волн европейской иммиграции. Во время переписи 2000 года ответы на вопрос о происхождении предков распределились следующим образом: ирландцы (9 %), итальянцы (6 %), немцы (5 %), англичане (4 %), поляки (4 %). В Уилмингтоне существуют общины потомков эмигрантов из разных стран, проводятся этнические фестивали.
Социальные проблемы Уилмингтона также типичны для городов Юго-Востока США и связаны в основном с афроамериканским населением. Каждый пятый житель города и каждая шестая семья живут за чертой бедности, проблемой является высокий уровень преступности (особенно, тяжких преступлений, рекордные 27 убийств в 2010), распространение наркомании и ВИЧ. В городе один из самых высоких в США уровень инфицированности ВИЧ, носителями вируса в основном являются молодые люди, употребляющие наркотики. Власти города инициируют различные программы по оздоровлению социальной ситуации в Уилмингтоне.

## Экономика

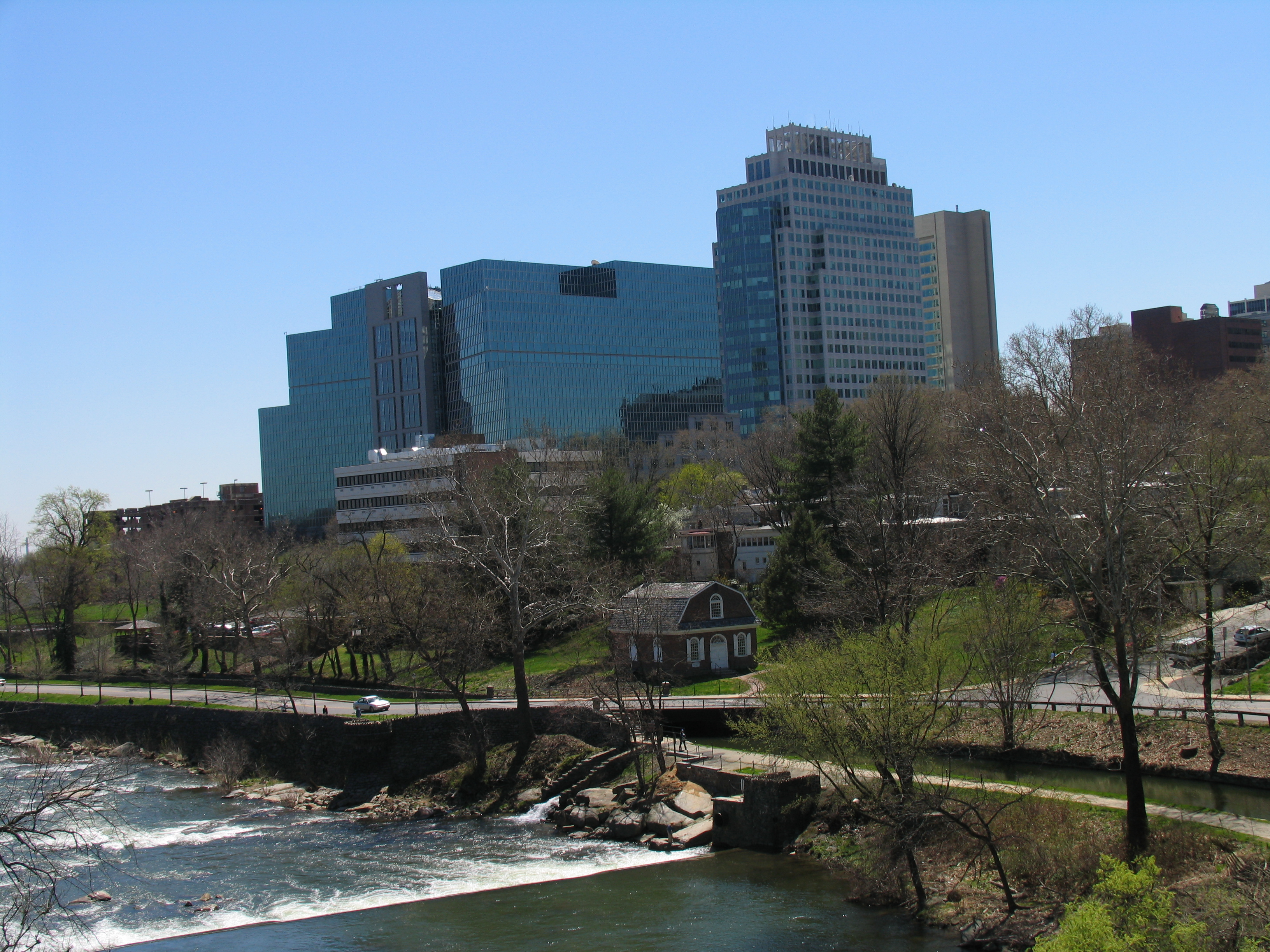
Штаб-квартира Hercules Inc., здание построено в 1982

В Уилмингтоне находятся штаб-квартиры химических компаний DuPont и Hercules, ряд представительств транснациональных финансовых корпораций. В 1981 году власти штата Делавэр приняли закон, согласно которому были отменены ограничения на ставки по потребительским кредитам. Это привлекло в город ряд компаний, специализирующихся на оказании услуг, связанных с кредитными картами, таких как Bank of America, Chase Card Services и Barclays. Подразделение голландского холдинга ING Groep N.V., занимающееся интернет-банкингом, ING Direct, располагается в Уилмингтоне. Здесь же находятся офисы ряда страховых компаний.
В 1988 году законодательное собрание Делавэра приняло закон, согласно которому для приобретения акций любой зарегистрированной в штате компании необходимо сразу выкупать не менее 85 % акций, либо производить покупку не ранее, чем через три года. Подобная защита от недружественных поглощений также способствовала увеличению популярности Уилмингтона как места регистрации бизнеса.
Власти штата также отменили на территории Делавэра налог с продаж, что способствовало развитию в штате розничной торговли. В Уилмингтоне располагаются два крупных молла (Concord и Christin), ещё ряд торговых комплексов находятся в глубине штата, транзитный поток к ним проходит через Уилмингтон.
Крупных промышленных предприятий в самом городе давно нет, однако неподалёку от Уилмингтона располагаются некоторые значимые заводы. Так в городе Клеймонт к северу от города находится завод спецсталей, принадлежащий российской компании «Евраз» (построен в конце 1980-х), к юго-востоку от города в портовом местечке Делавэр (по названию штата) располагается нефтеперерабатывающий завод компании Valero. Он и располагающийся рядом с Филадельфией крупный НПЗ Sunoco являются основными поставщиками топлива для автозаправок Уилмингтона. На берегу реки Делавэр к северу от устья реки Кристин находится завод диоксида титана DuPont, к западу от города располагается сборочный завод General Motors (построен в 1947). На этом предприятии, где сейчас занято более 1500 человек, некоторое время трудился Боб Марли.

## Транспорт
Расстояние от Уилмингтона до Филадельфии по автотрассе № 95 составляет около 30 км, благодаря чему между двумя городами существуют интенсивные суточные миграции населения. По магистрали, однако, существует и значительный транзитный поток, поскольку она связывает все основные города восточного побережья США. Власти штата пытались решить эту проблему, построив в конце 1970-х более широкую объездную дорогу в восточной промышленной части города (№ 495). Однако попытка убрать транзитный поток из Уилмингтона успехом не увенчалась, в 1982 году трасса № 95 вернулась на прежнее место. В дальнейшем власти города отказались от идеи удаления из города транзитной федеральной магистрали. На юг, в глубину полуострова Делавэр отходит автомагистраль местного значения, которая ведет к столице штата, городу Довер.
Железнодорожный транспорт в Уилмингтоне играл большую роль до середины 1950-х годов. В дальнейшем, с повышением уровня автомобилизации и строительством автомагистралей, его роль снизилась, поскольку трасса шоссе № 95 прошла полностью параллельно традиционной железнодорожной линии вдоль побережья. Поезда Amtrak, отправляющиеся с единственного в городе вокзала (находится в южной части центра, у р. Кристин), связывают Уилмингтон с Филадельфией, Балтимором, Вашингтоном и Бостоном. Значительную долю железнодорожного трафика занимают грузовые перевозки — к северо-востоку и западу от города располагаются большие склады. На востоке Уилмингтона находятся вагоноремонтные мастерские Amtrak.
К востоку от города у устья Кристин располагается морской порт Уилмингтона, принимающий ежегодно до 400 судов и осуществляющий перевалку импортируемых грузов на железнодорожный или автомобильный транспорт.
Внутригородской общественный транспорт появился в Уилмингтоне в 1864 году, это была конка. В 1880 был пущен трамвай, в 1939-40 он был заменен на троллейбус. Троллейбусное движение в городе прекратилось в 1957 году после выезда населения из центра в пригороды, сноса жилых кварталов и строительстве на их месте делового центра. Сейчас внутригородские перевозки осуществляют 40 маршрутов муниципального автобуса. Они же связывают город с пригородами и некоторыми близлежащими крупными городами. Летом осуществляются рейсы до пляжей на юге штата.
К юго-западу от города находится аэропорт Ньюкасл (ранее назывался аэропорт Уилмингтона), однако, как и многие другие малые аэропорты, он используется только корпоративной и спортивной авиацией, а также в качестве базы Национальной гвардии. Ближайший к Уилмингтону аэропорт, осуществляющий регулярные авиарейсы — международный аэропорт Филадельфии.

## Образование и наука
В городе и непосредственной близости от него располагаются пять университетов (в том числе университет Уилмингтона и университет Делавэра) и четыре колледжа. В Уилмингтоне располагается один из трех глобальных научно-исследовательских центров корпорации DuPont.

## Спорт
В Уилмингтоне существуют местный баскетбольный и бейсбольный клубы, однако они не добились особых успехов и выступают в региональных лигах.

## Культура и достопримечательности

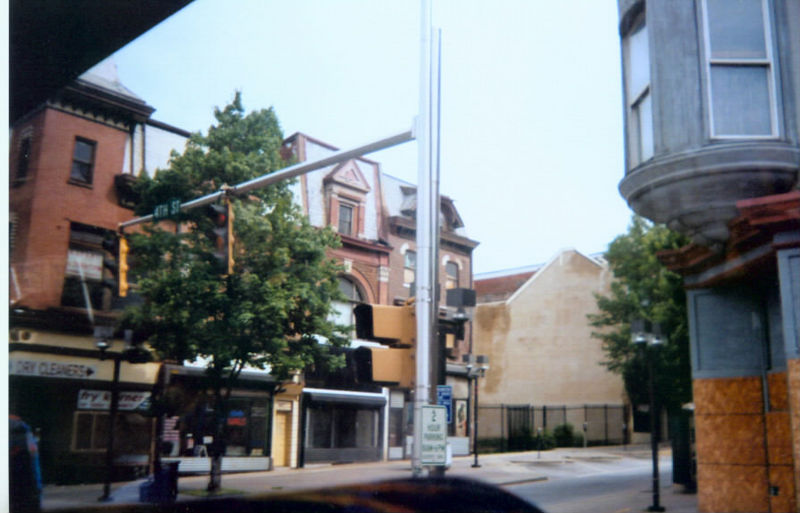
Один из старых кварталов в районе 4th st.

В центре города, который был реконструирован в 1950-х, исторических зданий практически нет. Одно из немногих исключений — здание железнодорожного вокзала и несколько сохранившихся кварталов неподалёку от набережной р. Кристин. Среди зданий делового центра интересна штаб-квартира DuPont (так называемая Brandywine building), отличающаяся оригинальной архитектурой, и реконструированный в 1950-х, но сохранивший оригинальный интерьер холла, отель DuPont, впервые открывшийся в 1913 году. Многоэтажные офисные здания, построенные в 1970—1990-е годы, выдержаны в «стеклянно-кубическом» стиле, типичном для большинства деловых кварталов городов мира.
В Уилмингтоне много церквей, старейшей из которых является церковь Святой Троицы, построенная шведскими колонистами в 1698 году, непрерывно действующая (и не перестраивавшаяся) с тех пор. Действуют два православных храма: во имя Михаила Архангела (русской традиции, с 1915 года) и во имя Святой Троицы (греческой традиции, с 1934 года).
Интерес представляет находящийся к северу от города музей Хагли, созданный в 1957 на месте старого порохового завода DuPont. Музей рассказывает об истории становления американской промышленности и бизнеса компании, быте рабочих того времени. На территории музея располагаются здания пороховых мельниц и особняк семейства Дюпонов второй половины XIX века, музей объединен с садово-парковым комплексом и научной библиотекой, посвященной истории американской индустрии.
В городе располагается четыре парковых комплекса (вдоль р. Брэндиуайн, ниже по течению музея Хагли), зоопарк, работающий с мая по октябрь. В Уилмингтоне находится художественный музей, объектами экспозиции которого являются произведения американских художников XIX—XX веков. Также в городе был снят американский телесериал -  подростковая драма «Холм Одного Дерева».

## Города-побратимы
- Швеция: Кальмар
- Китай: Нинбо
- Италия: Олевано-суль-Тушано
- Нигерия: Ошогбо
- Великобритания: Уотфорд (Англия)
- Германия: Фулда

## Известные уроженцы и жители
- Денни, Гидеон (1830—1886) — американский художник.
- Слоан, Хелен Фарр (1911—2005) — американский меценат, педагог и художник, вторая жена Джона Слоана[8].
- Делле Донн, Елена (род. 1989) — американская баскетболистка.
- Ротрок, Синтия (род. 8 марта 1957) — американская киноактриса и спортсменка.